# Maye
Pour les articles homonymes, voir Maye.
La Maye est un fleuve côtier du nord de la France qui se jette en baie de Somme, dans le Marquenterre, et le département de la Somme, dans l'ancienne région Picardie, intégrée dans les Hauts-de-France.

## Géographie
D'une longueur de 37,7 kilomètres, la Maye prend sa source à Fontaine-sur-Maye à l'altitude 40 mètres.
Elle traverse les bourgs de Crécy-en-Ponthieu et de Rue.
Dans ses derniers kilomètres, elle constitue la limite entre les communes du Crotoy et de Saint-Quentin-en-Tourmont. Elle se jette alors dans l'estuaire de la Somme, ou baie de Somme, à l'altitude de 4 m, et au sud du parc du Marquenterre.
À la fin des années 1960, près de la Haie-Penée, un canal a été creusé du pont sur la RD 204 menant à Saint-Quentin-en-Tourmont, au « Pont du pendu », court-circuitant les méandres de la Maye, pour améliorer le drainage des terres agricoles et des pâturages des bas-champs.
Pour l'Agence de l'eau, la Maye fait partie du bassin versant de la Somme.

### Communes et cantons traversés
Dans le seul département de la Somme, la Maye traverse les onze communes suivantes, dans deux cantons, dans le sens amont vers aval, de Fontaine-sur-Maye (source), Estrées-lès-Crécy, Crécy-en-Ponthieu, Machiel, Machy, Regnière-Écluse, Bernay-en-Ponthieu, Arry, Rue, Le Crotoy (au sud de l'embouchure), Saint-Quentin-en-Tourmont (au nord de l'embouchure).

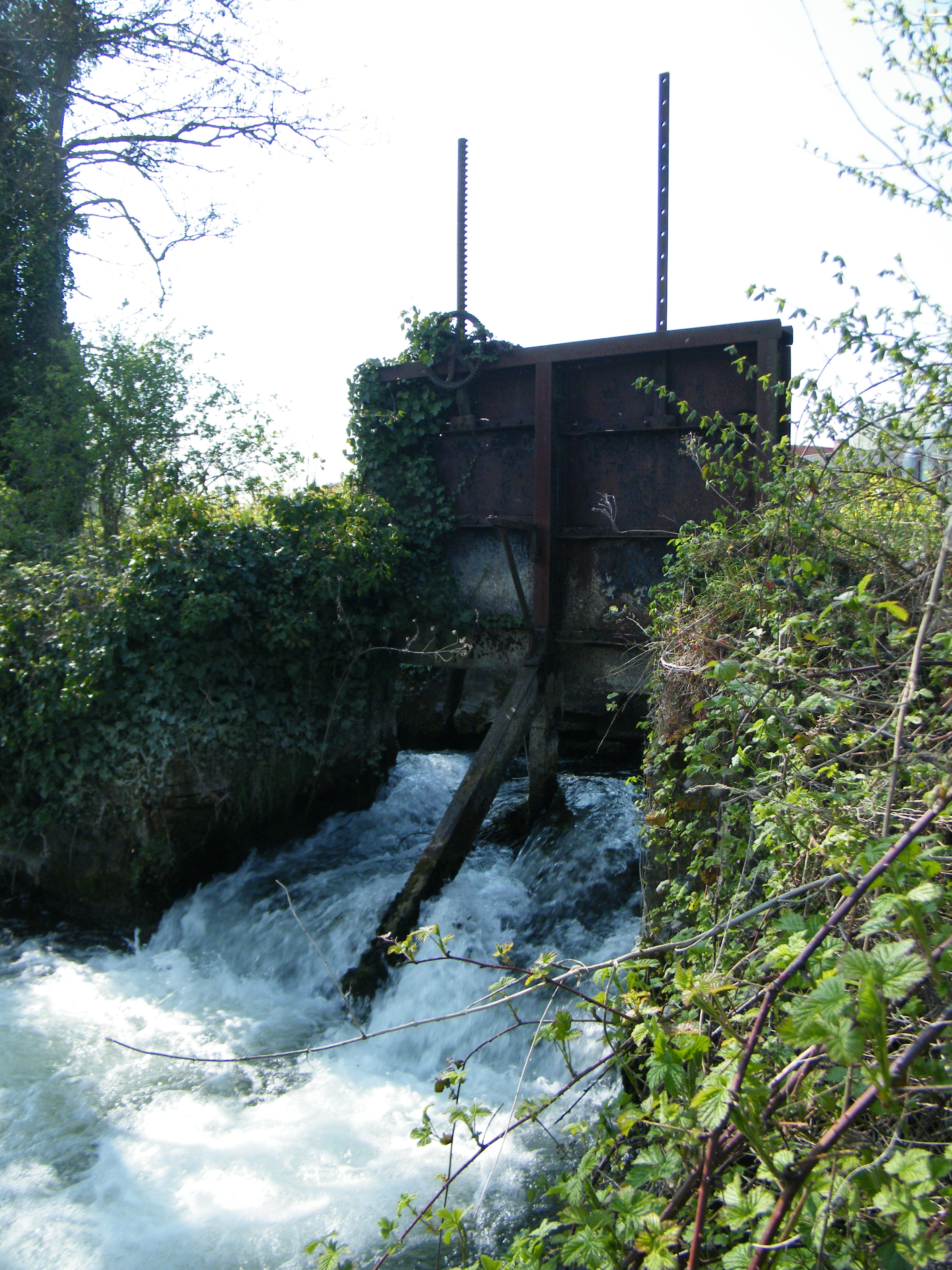
Écluse de Regnière-Écluse.

Par rapport aux cantons, la Maye prend sa source dans le canton de Crécy-en-Ponthieu, traverse et conflue dans le canton de Rue, le tout dans l'arrondissement d'Abbeville.

### Bassin versant
La Maye traverse une seule zone hydrographique « Baie de St-Valéry-sur-Somme » (E649) sise au sud et au nord de l'axe du fleuve Somme,.
Le bassin versant de la Maye est de 12,5 km2. Il correspond à une masse d'eau souterraine homonyme de 30 km2.

### Organisme gestionnaire
Au 1er janvier 2018, la communauté de communes Ponthieu-Marquenterre prend en charge la compétence Gemapi (Gestion des milieux aquatiques et prévention des inondations). Techniquement, les organismes en place continuent d'intervenir. Le SIHAM  (Syndicat Intercommunal Aménagement Hydraulique du Marquenterre, défense contre les inondations pour la Maye, le Dien et le Pendé) assure les travaux d'entretien.

## Affluents
La Maye n'a pas d'affluent contributeur.
Néanmoins, le SAGE signale que la Maye reçoit les eaux du « canal de Jeanson, qui draine une partie des eaux de la commune de Saint-Quentin-en-Tourmont ».
Le canal de la Maye, encore appelé canal d'Artois est alimenté par le fleuve sur la commune d'Arry. Son creusement était destiné à faciliter l'acheminement des arbres de la forêt de Crécy (apanage du comte d'Artois) vers le port du Crotoy.

### Rang de Strahler
Donc son rang de Strahler est de un.

## Hydrologie
La Maye a une station qualité des eaux de surface à Saint-Quentin-en-Tourmont dans le canton de Rue. La largeur moyenne en eau est de 5 mètres.
Sur les deux communes de Regnière-Écluse et Bernay-en-Ponthieu, les marais de la Maye sont protégés.
Son régime hydrologique est dit pluvial océanique.

## Aménagements et écologie

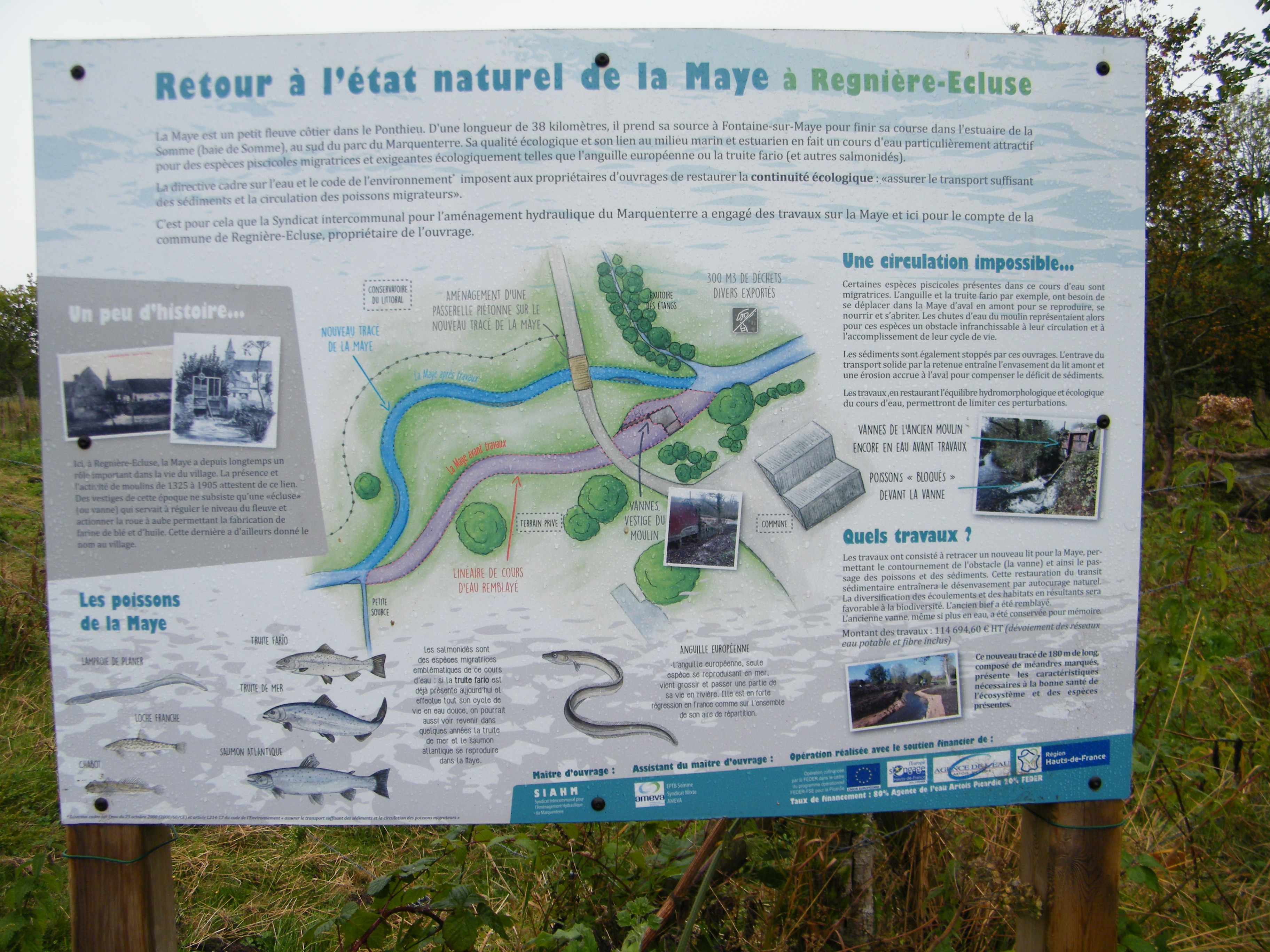
Informations à Regnière-Écluse.

Quatre sites d'importance très inégale jalonnent le cours de la Maye :
- la forêt de Crécy (forêt domaniale) borde sa rive méridionale entre Crécy-en-Ponthieu et Regnière-Écluse ;
- l'étang de Regnière-Écluse ;
- les marais de Bernay-en-Ponthieu et d'Arry ;
- la Réserve naturelle de la Baie de Somme.

### Pêche
Le fleuve est classé en première catégorie.
Si la truite, introduite par déversement, peut s'y rencontrer, gardons, brèmes, anguilles, carpes et parfois mulets sont également présents en densités variables.

## Galerie

Source à Fontaine-sur-Maye.
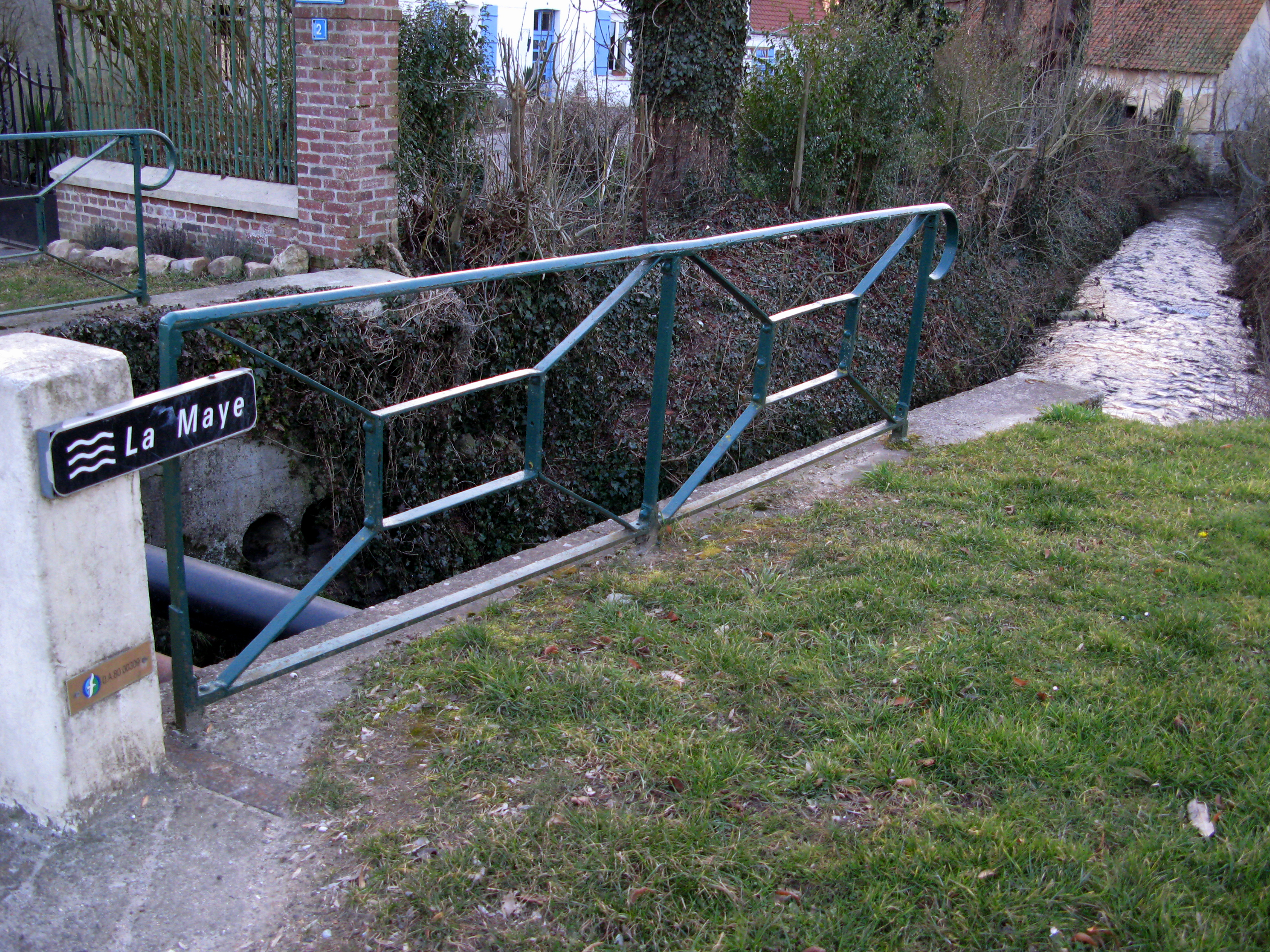
La Maye à Crécy.
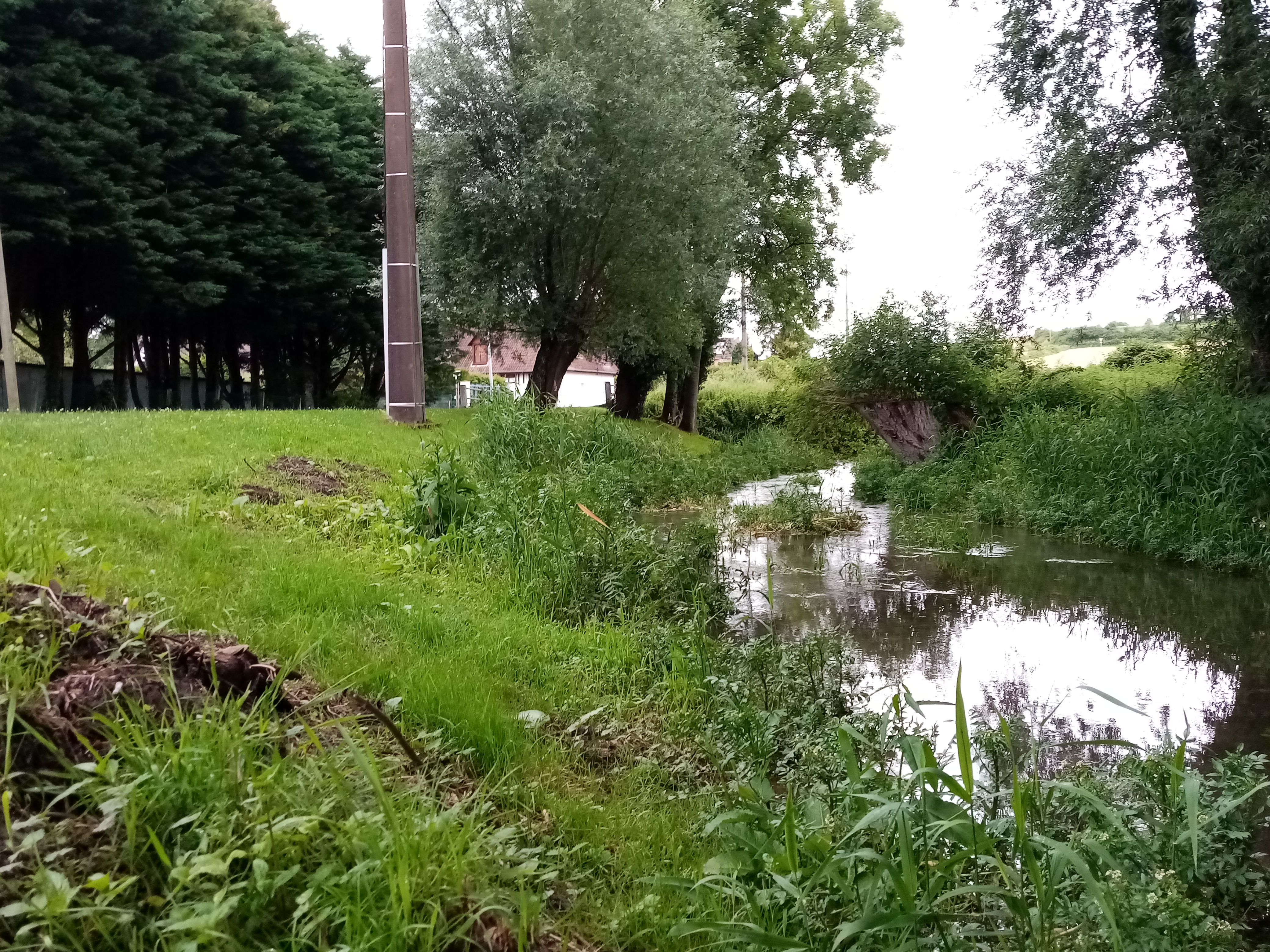
La Maye à Caumartin.
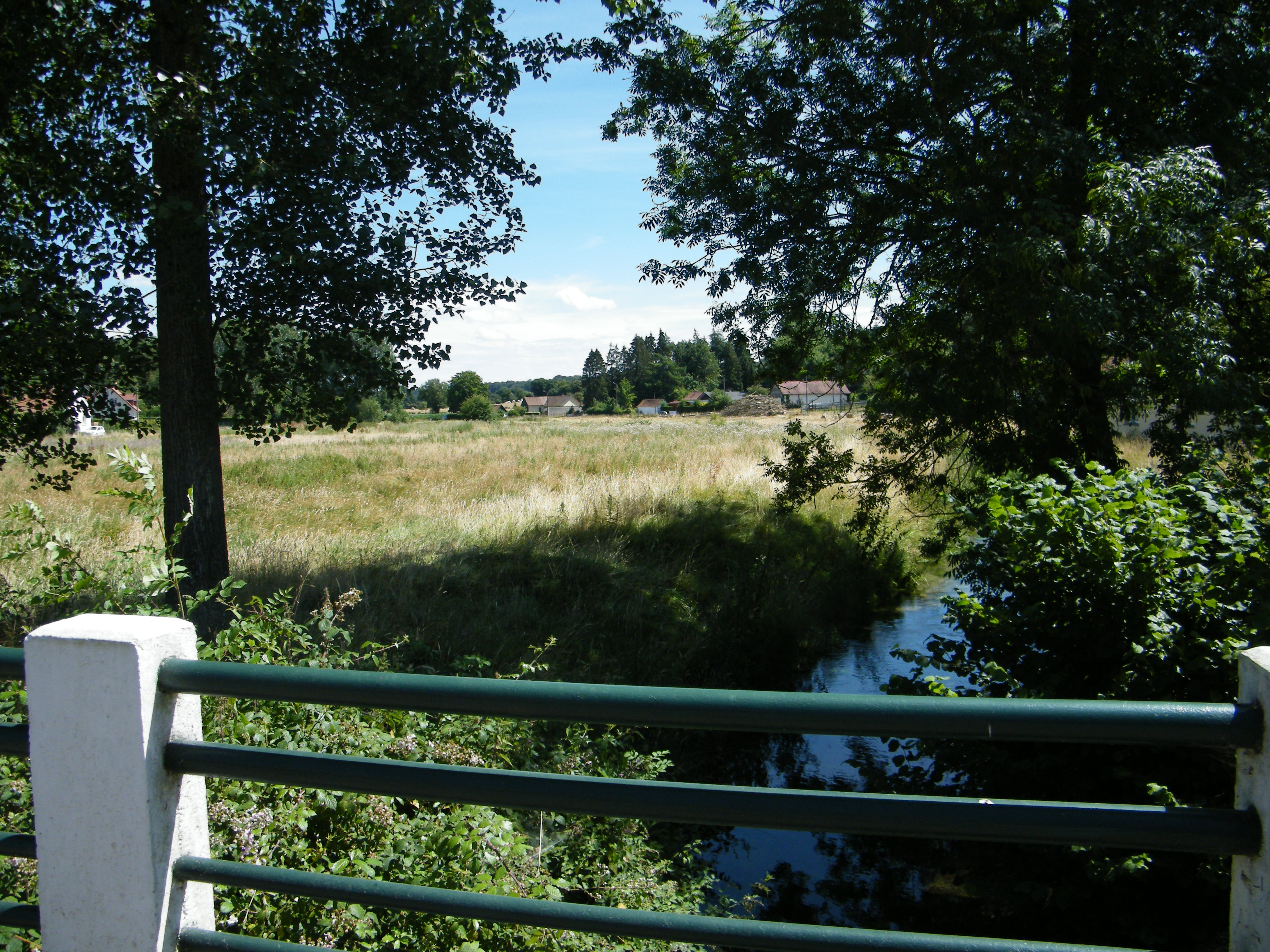
La Maye à Machiel.
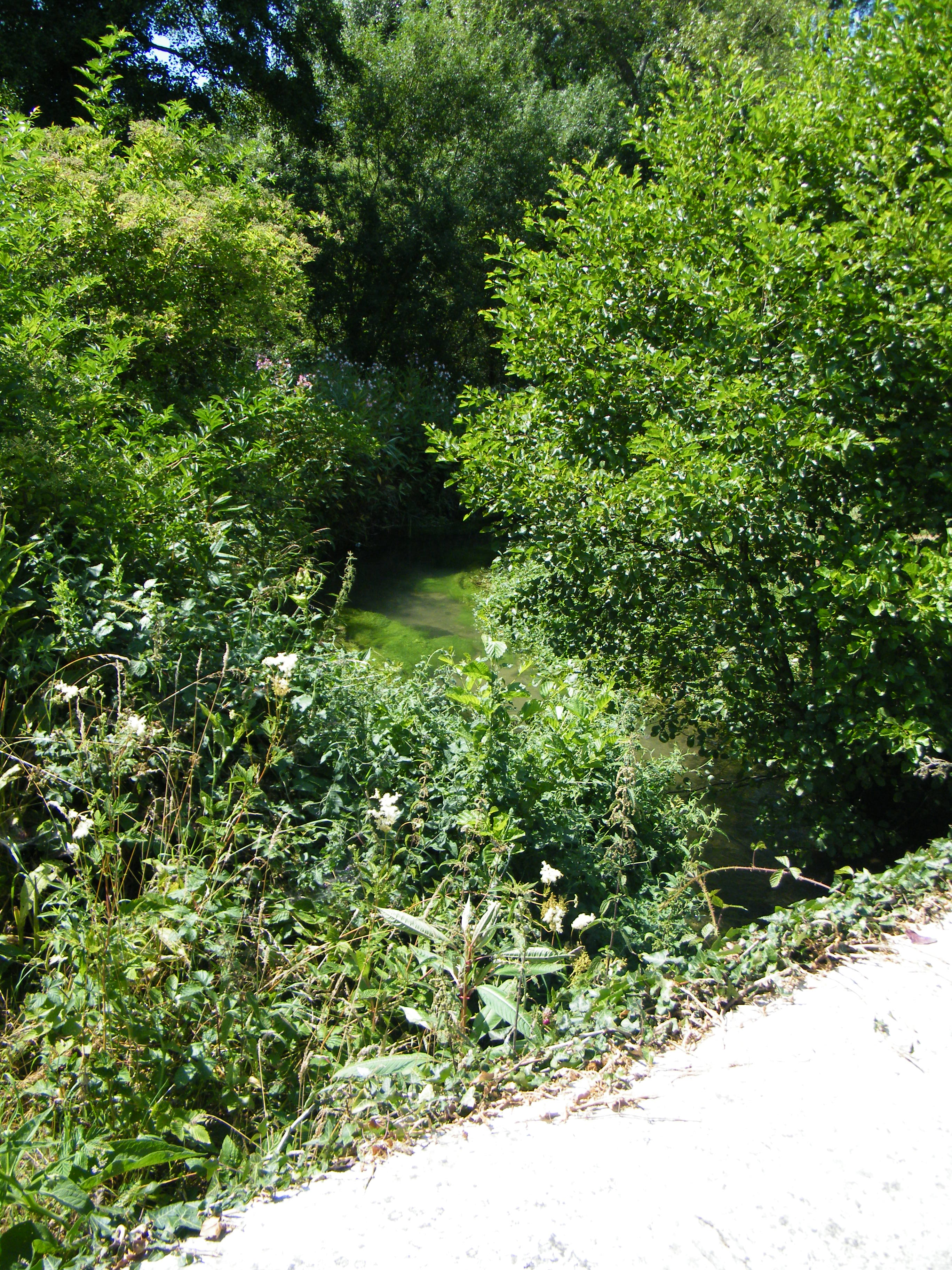
La Maye à Machy.
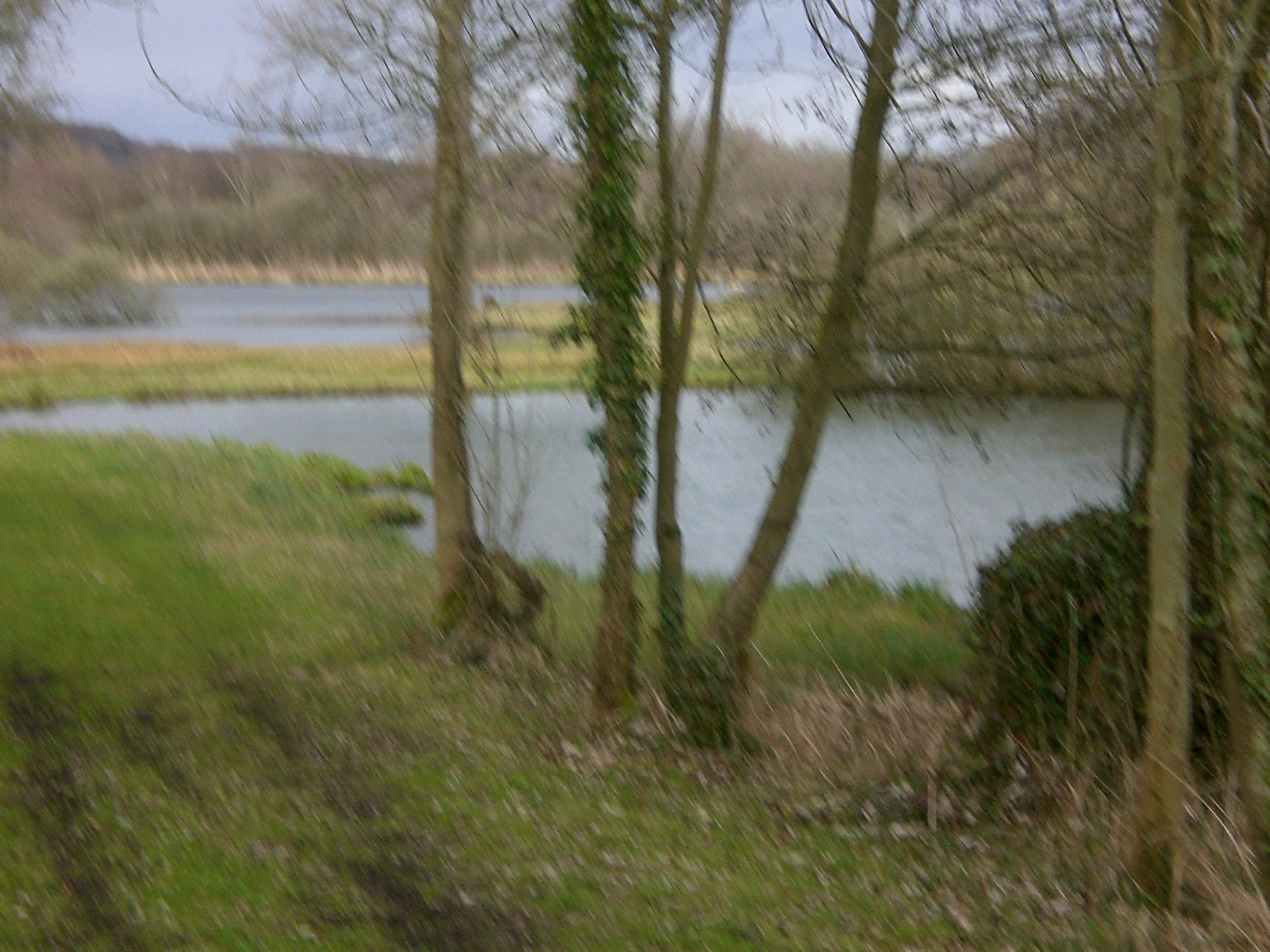
Les marais de la Maye à Bernay-en-Ponthieu.
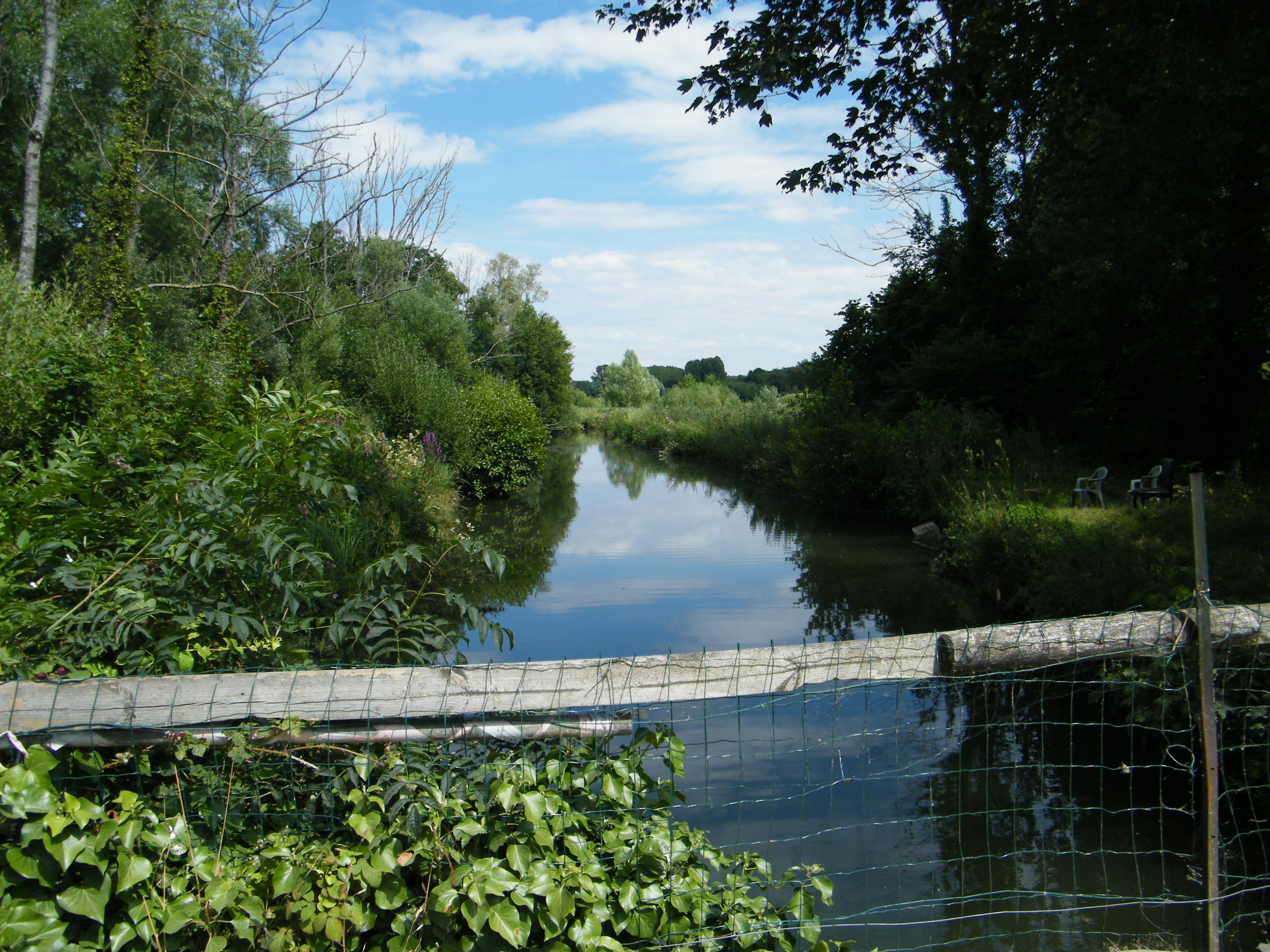
La Maye à Arry.
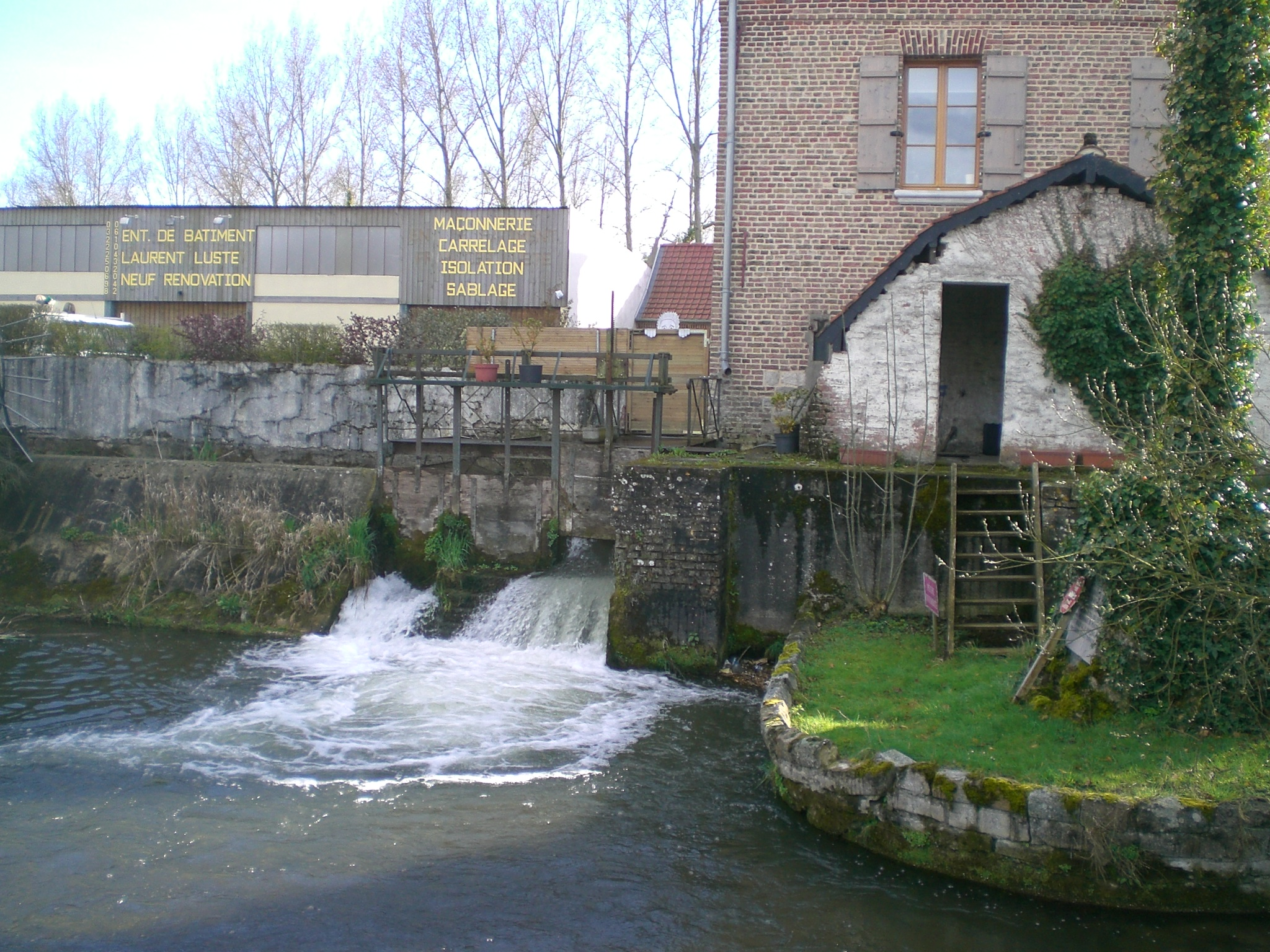
La Maye à Rue.
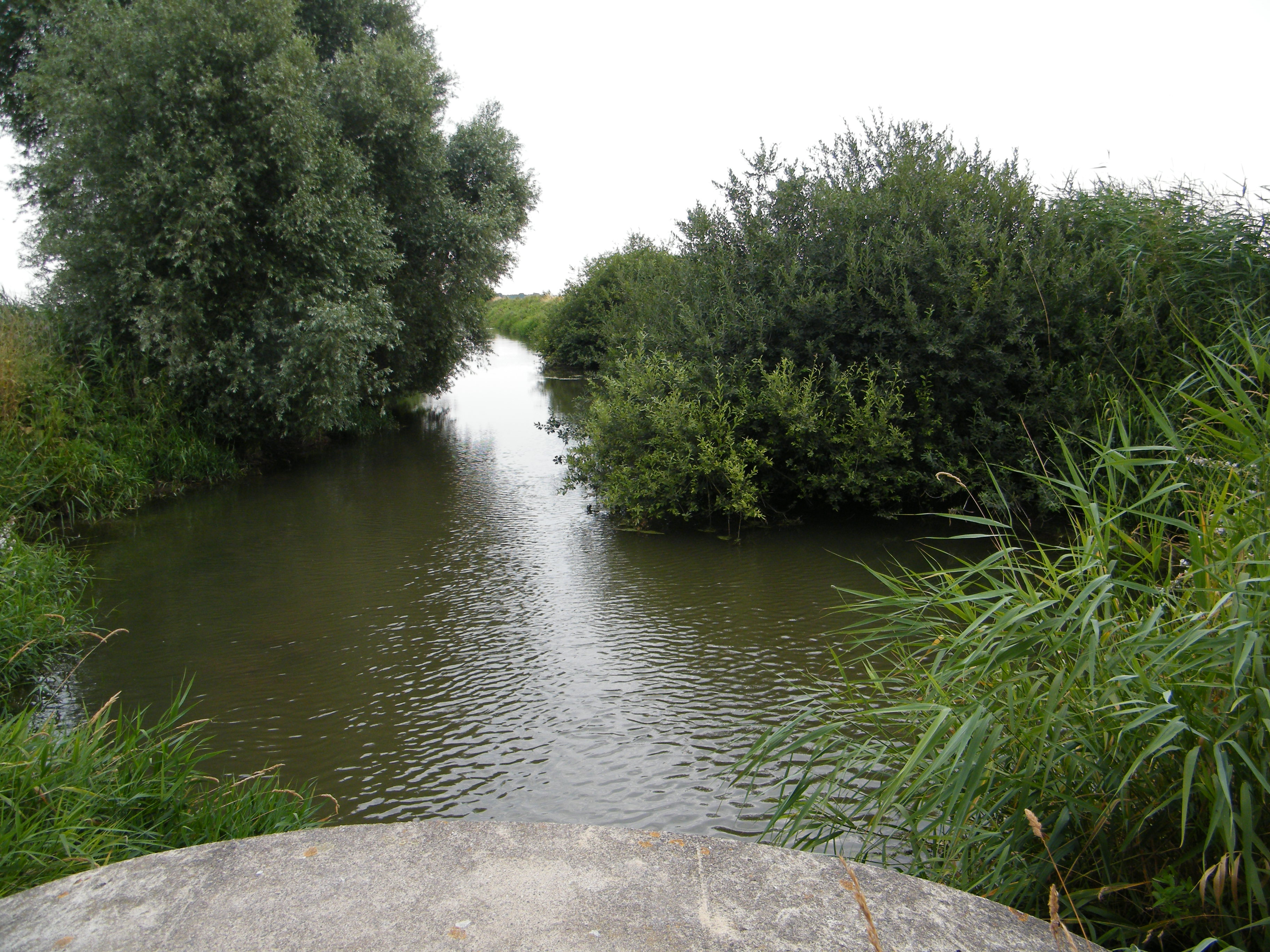
Après le Pont sur la RD 204, le canal de drainage.
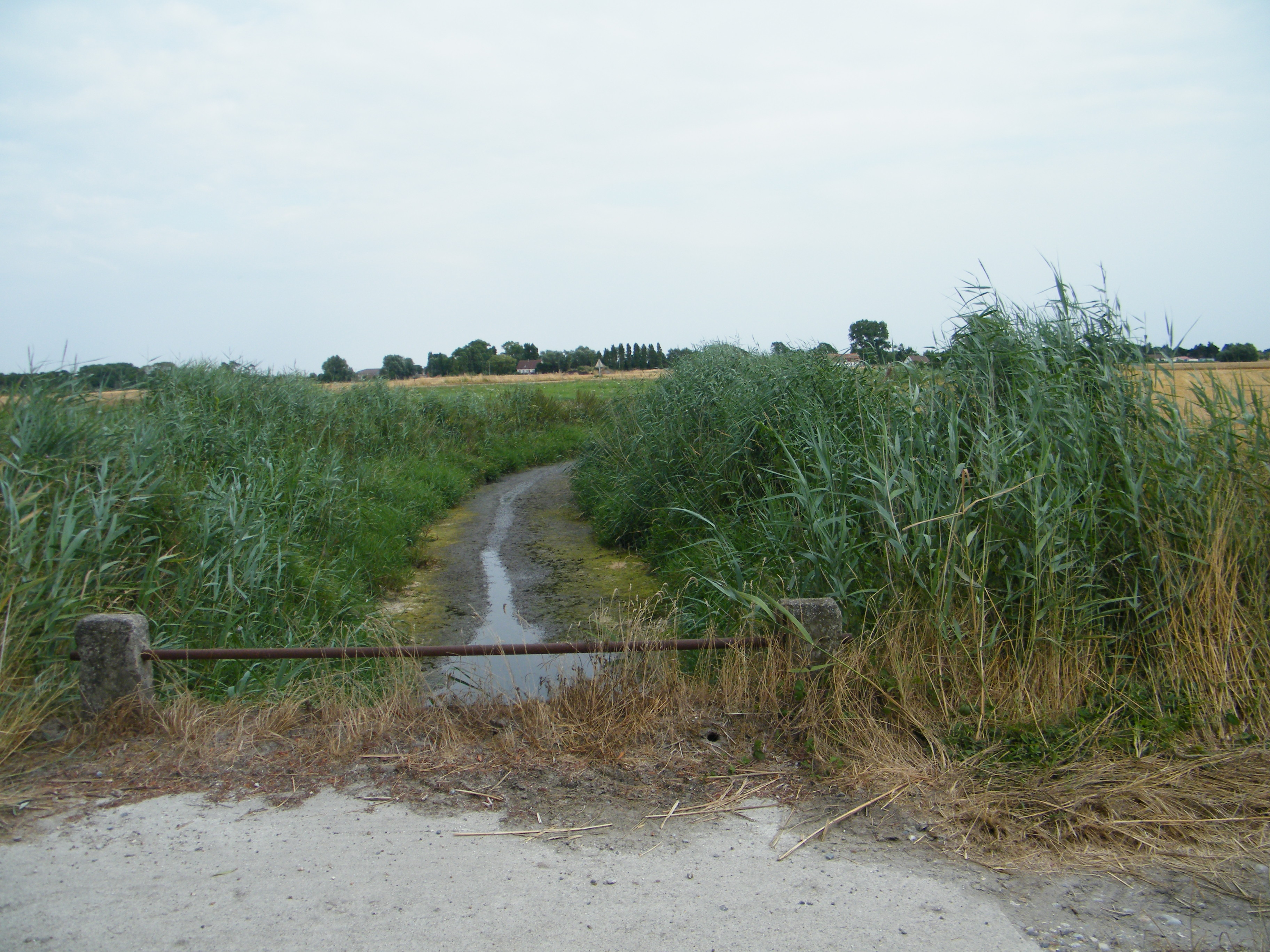
La Maye asséchée : les eaux partent dans le canal, près du pont sur la RD 204, St-Firmin, St-Quentin.
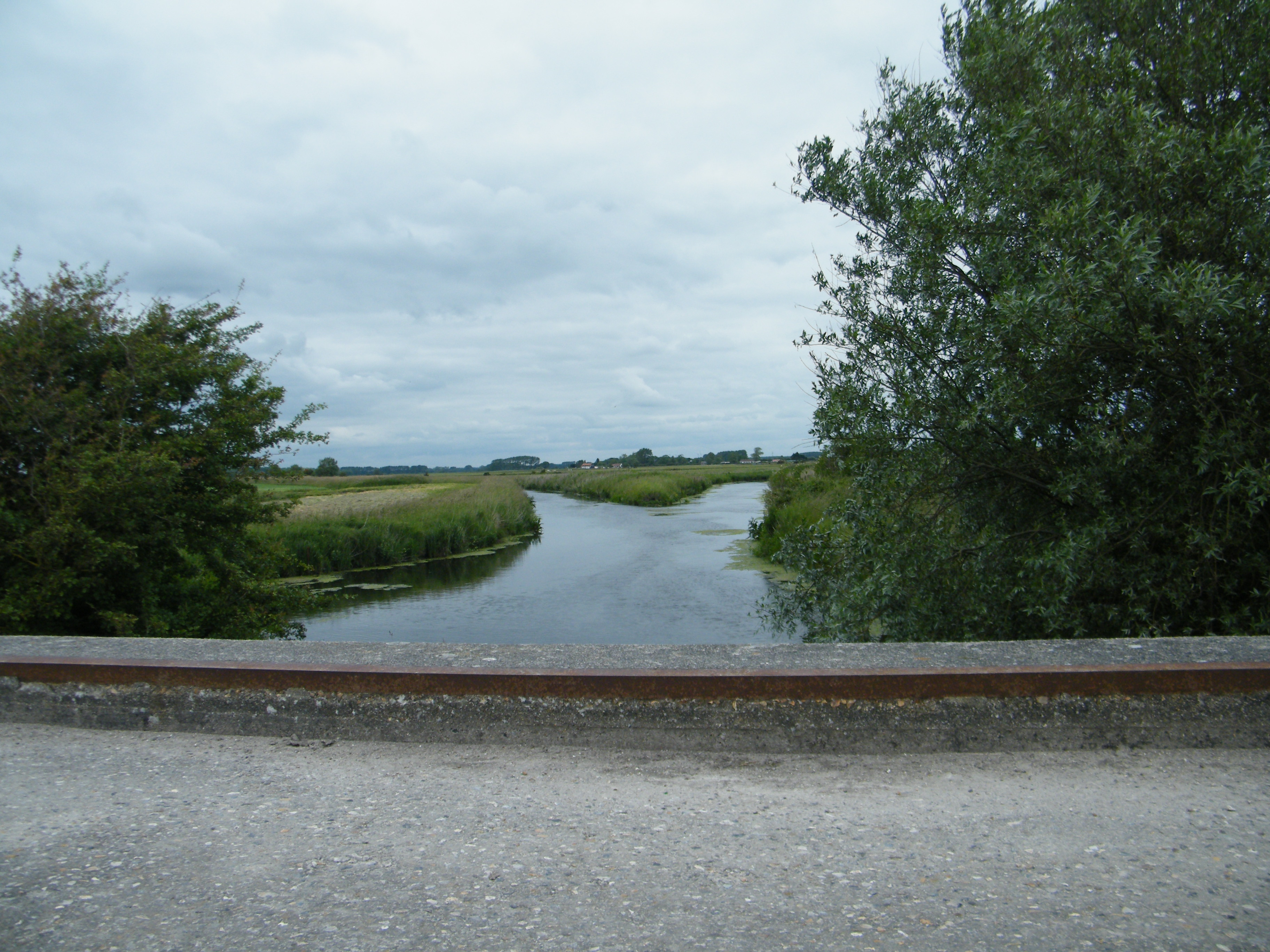
Les eaux des canaux (à gauche) rejoignent le cours du fleuve, pont du Pendu, amont, Saint-Firmin-lès-Crotoy.
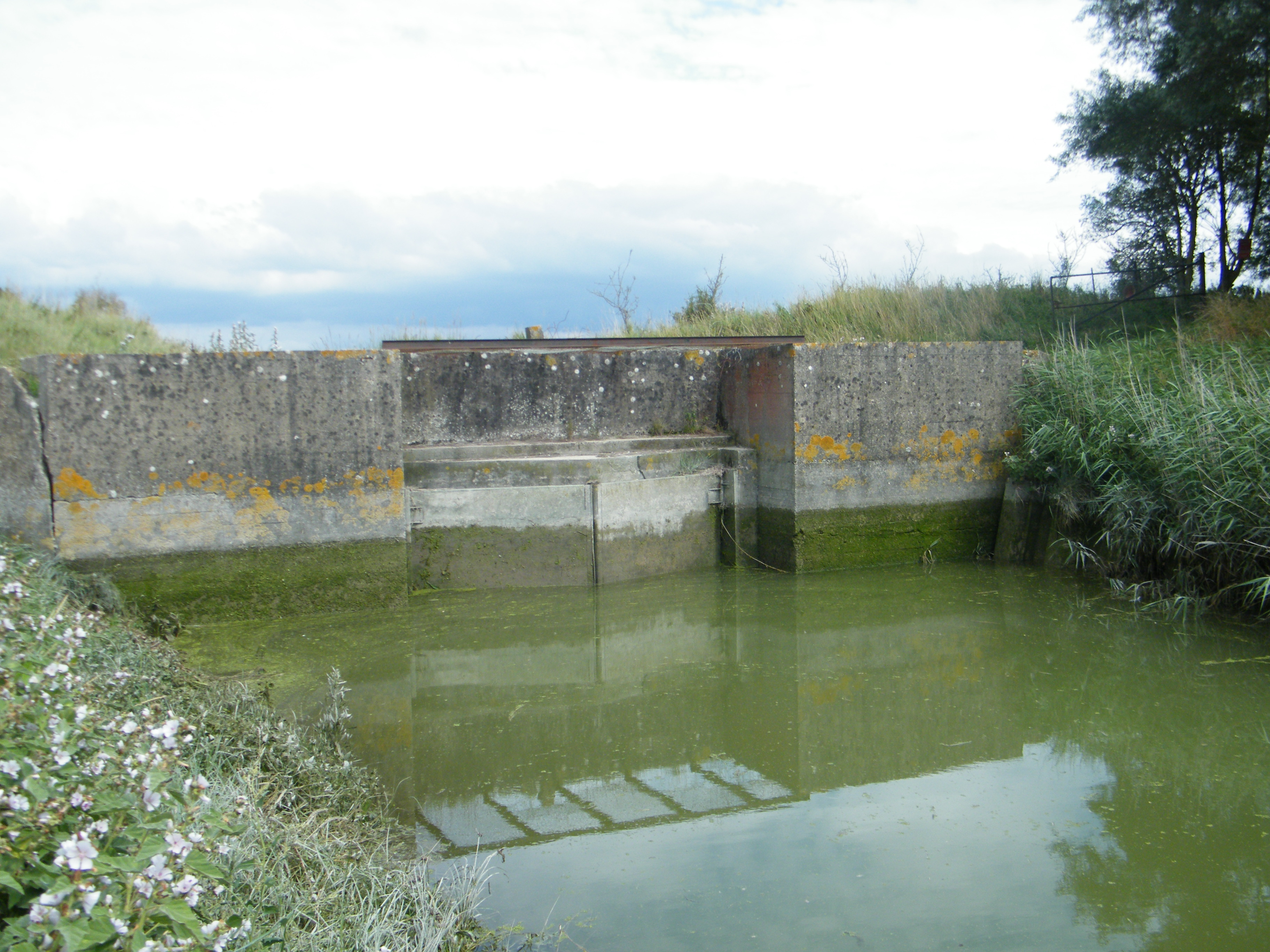
Les portes se ferment à marée montante à Saint-Firmin-lès-Crotoy.